# Domkirkepladsen (Aarhus)
 For alternative betydninger, se Domkirkepladsen. (Se også artikler, som begynder med Domkirkepladsen)
Domkirkepladsen er en plads i Aarhus, der ligger umiddelbart nord for Aarhus Domkirke. Den blev navngivet 1867, og den nuværende plads er anlagt i 1928. Domkirkepladsen støder op til Store Torv og Bispegade mod vest, Mejlgade mod øst, Rosensgade mod nord og domkirken mod syd. På den anden side af kirken ligger Bispetorv.
Pladsen blev anlagt på en del af den tidligere kirkegård, der hørte til domkirken, men som blev fjernet i 1800-tallet.
På pladsen er der kun to bygninger og adresser:
- Domkirkepladsen 1 blev opført fra 1924-1926 og tegnet af Axel Berg. Nationalbankens Aarhus-filial havde domicil her. I juni 1990 flyttede Nykredit hertil.
- Domkirkepladsen 5 findes Aarhus gamle rådhus, tegnet af Ferdinand Thielemann i 1857. Efter et nyt rådhus blev indviet i 1947 fungerede den først som politistation frem til 1984 har man indrettet Kvindemuseet og Besættelsesmuseet i den gamle bygning.